# Lotus Elan
Lotus Elan – sportowy samochód osobowy produkowany przez brytyjską firmę Lotus Cars w latach 1967-1975 i 1989-1995. Dostępny jako 2-drzwiowe coupé. Do napędu używano silników R4. Moc przenoszona była na oś tylną poprzez manualne skrzynia biegów.

## Elan

### Silnik
- R4 1,6 l (1573 cm³), 2 zawory na cylinder, DOHC[1]
- Układ zasilania: dwa gwugardzielowe gaźniki Weber 40DCOE[1]
- Średnica cylindra × skok tłoka: 81 mm × 71 mm[1]
- Stopień sprężania: b.d.
- Moc maksymalna: 105 KM przy 5500 obr./min[1]
- Maksymalny moment obrotowy: b.d.

### Osiągi
- Przyspieszenie 0-80 km/h: b.d.
- Przyspieszenie 0-100 km/h: b.d.
- Przyspieszenie 0-160 km/h: b.d.
- Czas przejazdu pierwszych 400 m: b.d.
- Prędkość maksymalna: 177 km/h[1]

## Elan +2

### Silnik
- R4 1,6 l (1557 cm³), 2 zawory na cylinder, DOHC[2]
- Układ zasilania: dwa dwugardzielowe gaźniki Weber 40DCOE[2]
- Średnica cylindra × skok tłoka: 81 mm × 71 mm[2]
- Stopień sprężania: 9,5:1
- Moc maksymalna: 118 KM (88 kW) przy 6000 obr./min[2]
- Maksymalny moment obrotowy: 146 N•m przy 4000 obr./min

### Osiągi
- Przyspieszenie 0-80 km/h: 6,8 s
- Przyspieszenie 0-100 km/h: 8,9 s
- Przyspieszenie 0-160 km/h: 24,2 s
- Czas przejazdu pierwszych 400 m: 16,6 s
- Prędkość maksymalna: 185 km/h[2]

### Galeria

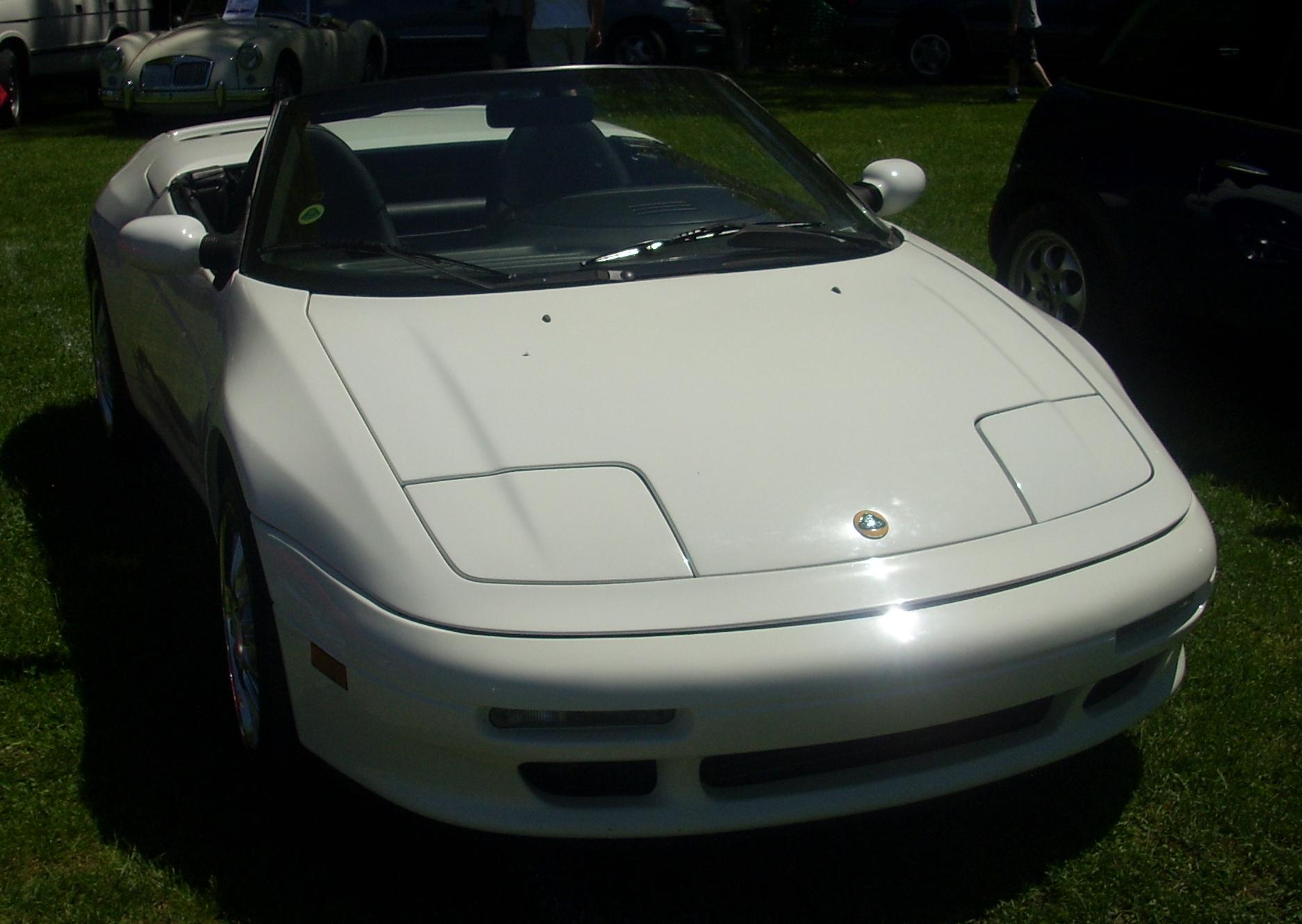
Elan M100
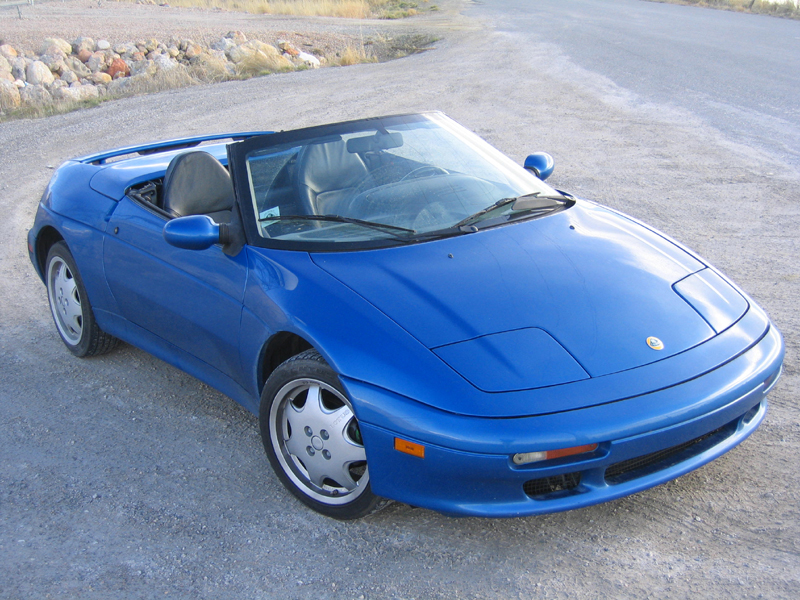
Elan M100
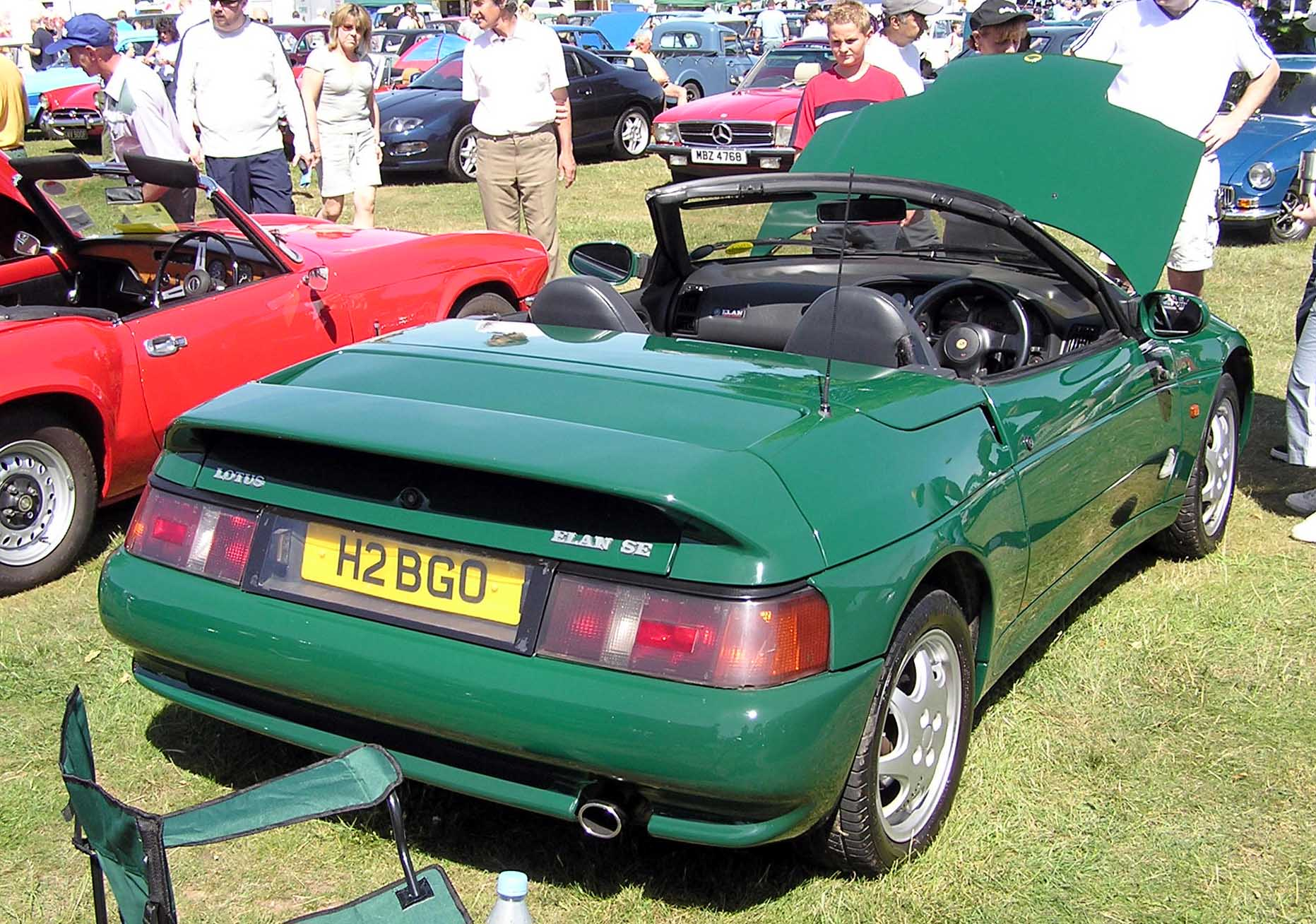
Elan M100
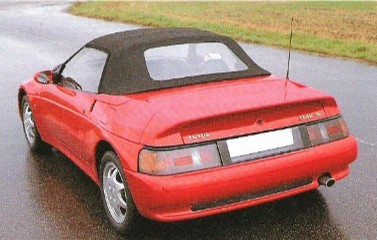
Elan M100

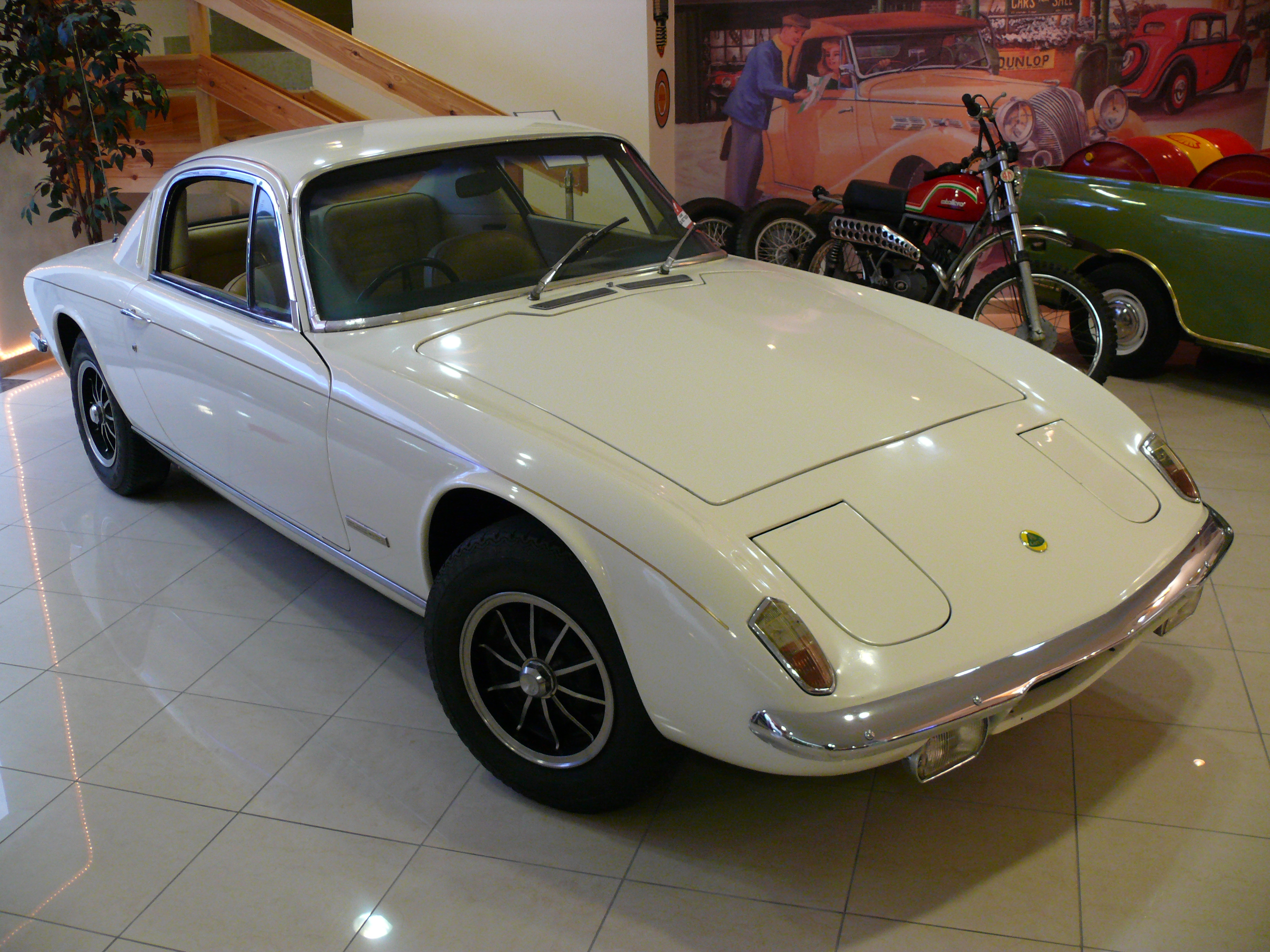
Lotus Elan 2+2
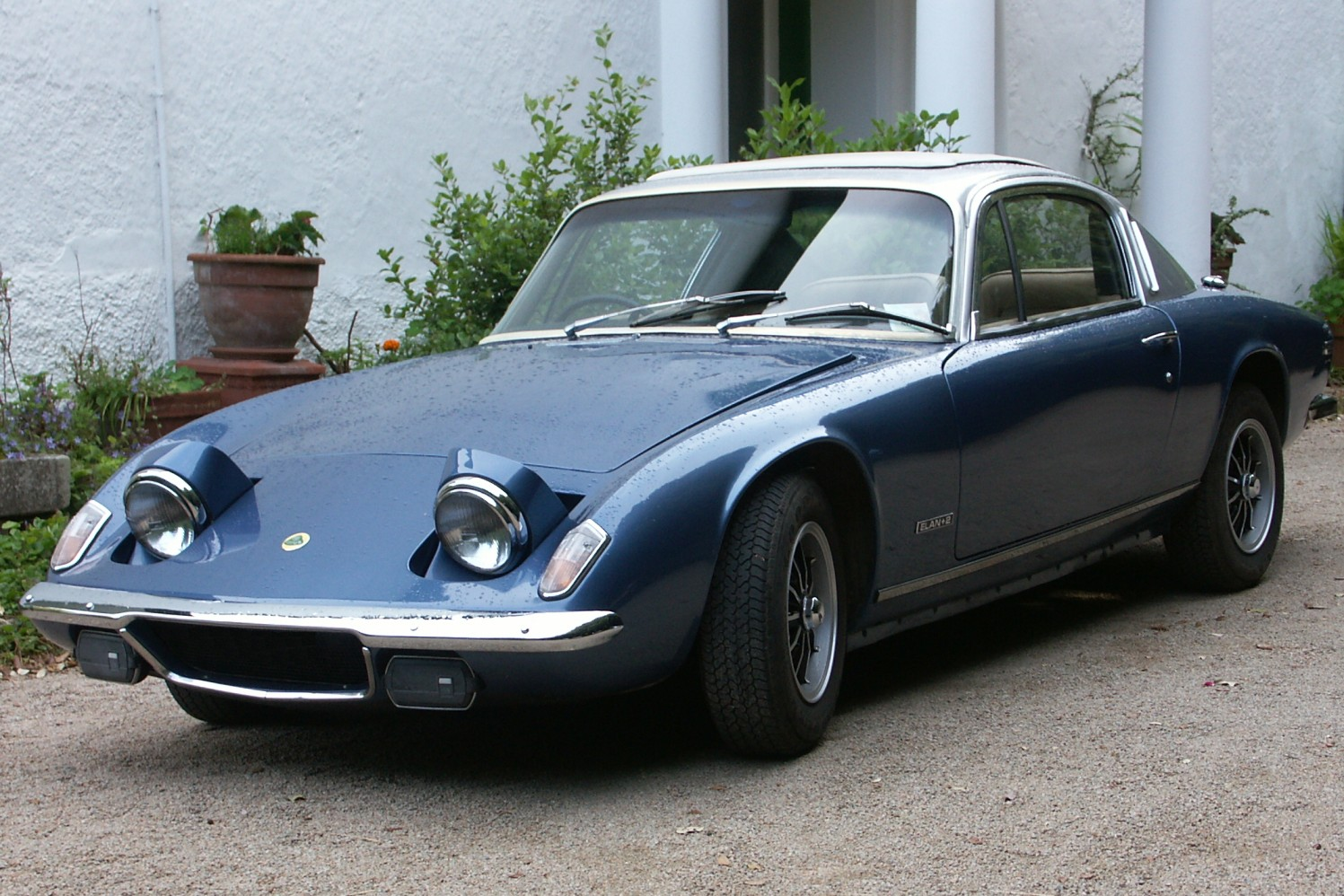
Lotus Elan +2
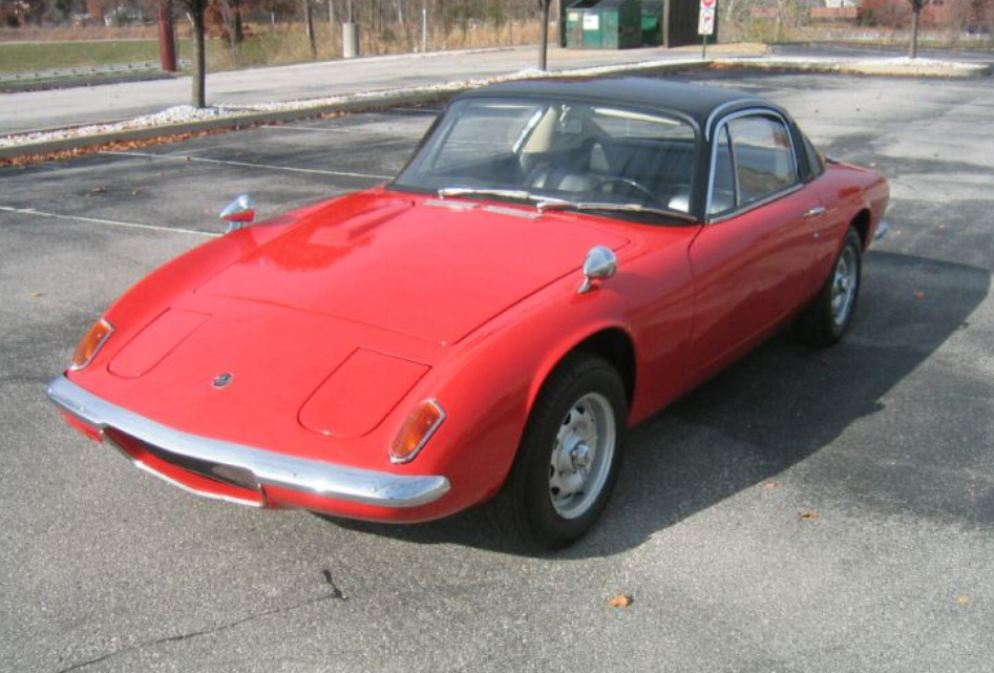
Lotus Elan +2
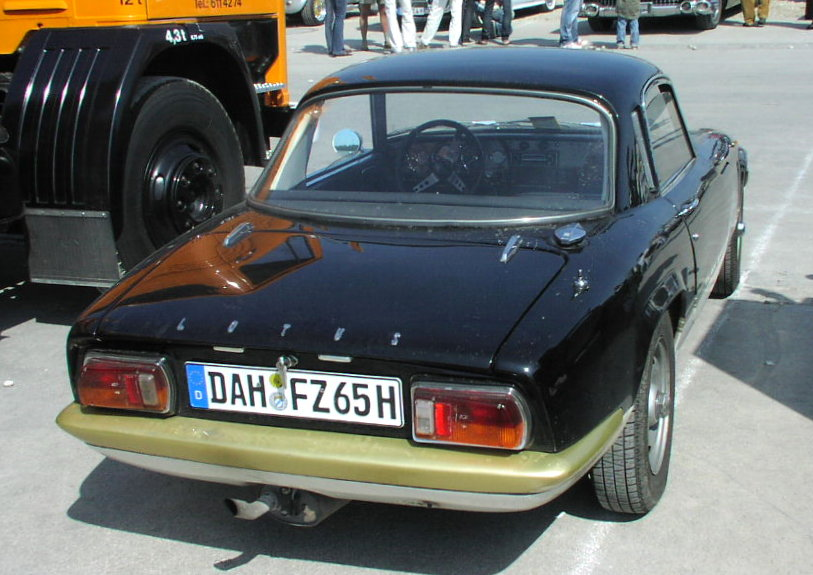
Lotus Elan

## Elan M100

### Silnik
- R4 1,6 l (1588 cm³), 4 zawory na cylinder, DOHC, turbo
- Układ zasilania: wtrysk
- Średnica cylindra × skok tłoka: 80,00 mm × 79,00 mm
- Stopień sprężania: 8,2:1
- Moc maksymalna: 167 KM (123 kW) przy 6600 obr./min
- Maksymalny moment obrotowy: 201 N•m przy 4200 obr./min

### Osiągi
- Przyspieszenie 0-80 km/h: 5,0 s
- Przyspieszenie 0-100 km/h: 6,5 s
- Przyspieszenie 0-160 km/h: 17,5 s
- Czas przejazdu pierwszych 400 m: 15,0 s
- Prędkość maksymalna: 220 km/h

### Galeria
- Elan M100
- Elan M100
- Elan M100
- Elan M100